# エンビカッタ

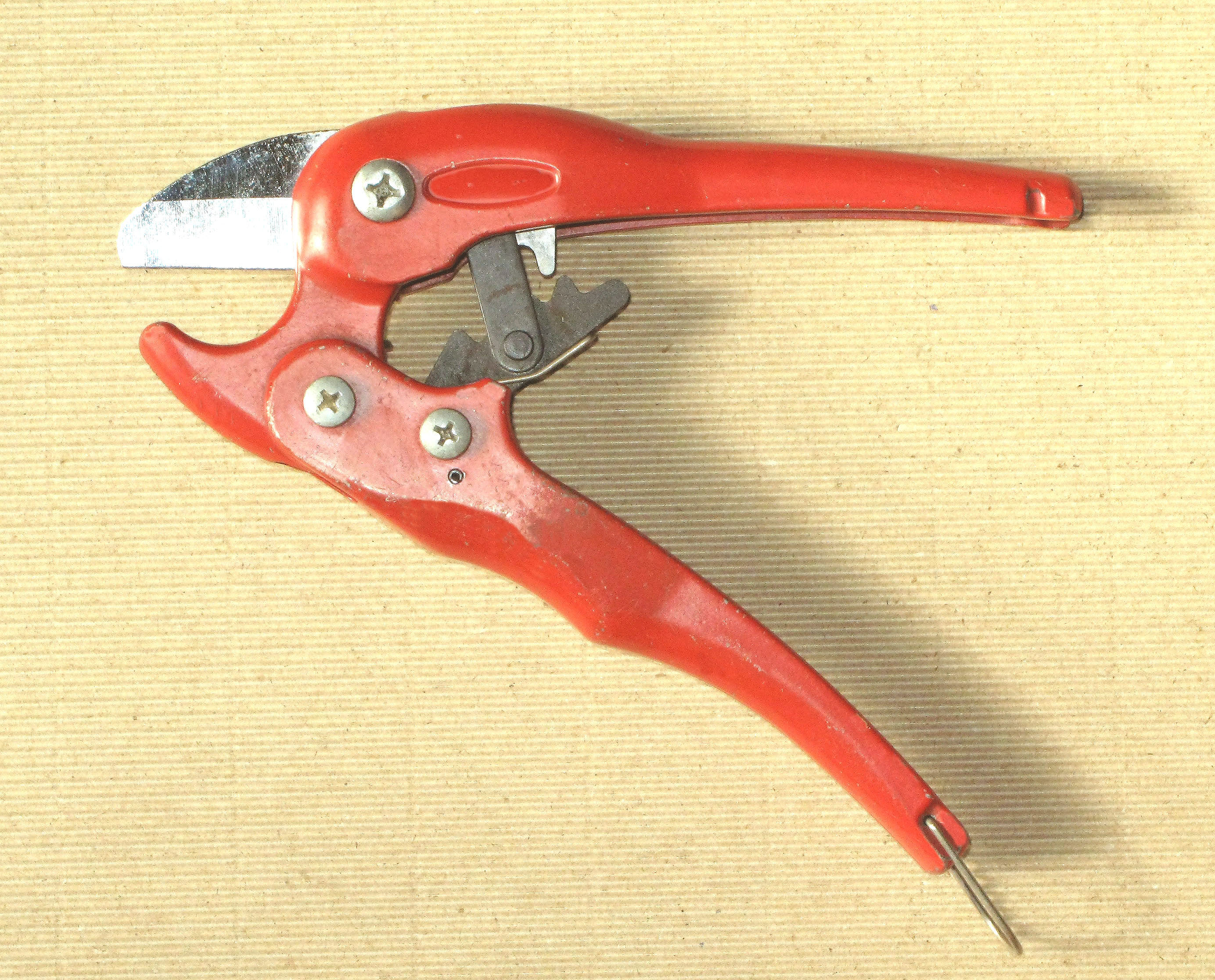
リンク機構式エンビカッタ

エンビカッタ（英語: Plastic pipe cutters、Plastic pipe shears、エンビカッター）とは主に水道用硬質ポリ塩化ビニル管を切断する専用手動カッタである。商品名としては、ほかに塩ビカッターや塩ビ管カッター等の名称で呼ばれている。
硬質塩化ビニル管等の樹脂管をクサビ刃で、切断時に切り粉を出すことなく切断することができるラチェット式手動工具で、日本で最初に開発（発明）され世界に普及した工具である。

## 概要（用途）
上水道配管に現在多く使用される硬質ポリ塩化ビニル管（以下通称で使用されている塩ビ管と呼ぶ）の切断を主用途としたエンビカッタの技術開発の歴史と切断対象材の変化、工具の機構（方式）・構成部品と切断性能の関係について各項目ごとに記述する。

## 開発の歴史
塩ビ管の工事の際、「エンビカッタ」が開発されるまで、切断は鋸で行っていた。鋸での切断は、切屑の発生や切断端面の粗さ、狭所での仕事のやりにくさという改善すべき点が内存していた。クサビ刃物をラチェット機構で塩ビ管に切り込ませて、切断する片手式手動工具が1976年4月にMCC（松阪鉄工所）で開発・発売された。これが世界初の塩ビ管専用クサビ刃物による切断工具「エンビカッタ」である。しかし、ラチェット機構が他社の「樹木電線等の切断用ばさみにおける両把持柄間の拡開度可変装置」の特許に抵触したため、同1976年12月にラチェット機構をリンク機構方式にモデルチェンジをしている。実用新案登録 第1321201号 「合成樹脂管切断用鋏」

## 技術項目

### 性能
硬質ポリ塩化ビニル管 (VP) ・水道用耐衝撃性硬質ポリ塩化ビニル管 (HIVP) ・ポリエチレン管 (PE) ・架橋ポリエチレン管 (XPE) ・ポリブテン管 (PB) ・硬質ビニル電線管 (VE) 等の樹脂管を、切屑を出すことなく綺麗な切断面でほぼ真直ぐに切断することができる。切断時の工具の使用可能外気温は、各メーカの取扱説明書に表示してある（参考として-5℃ - 40℃）が、特に5℃以下の低温時には塩ビ管を事前にトーチ・バーナー等で温めてからゆっくりと切断すると、管が割れたり欠けたりすることなく切断ができる。

### ラチェット機構の方式

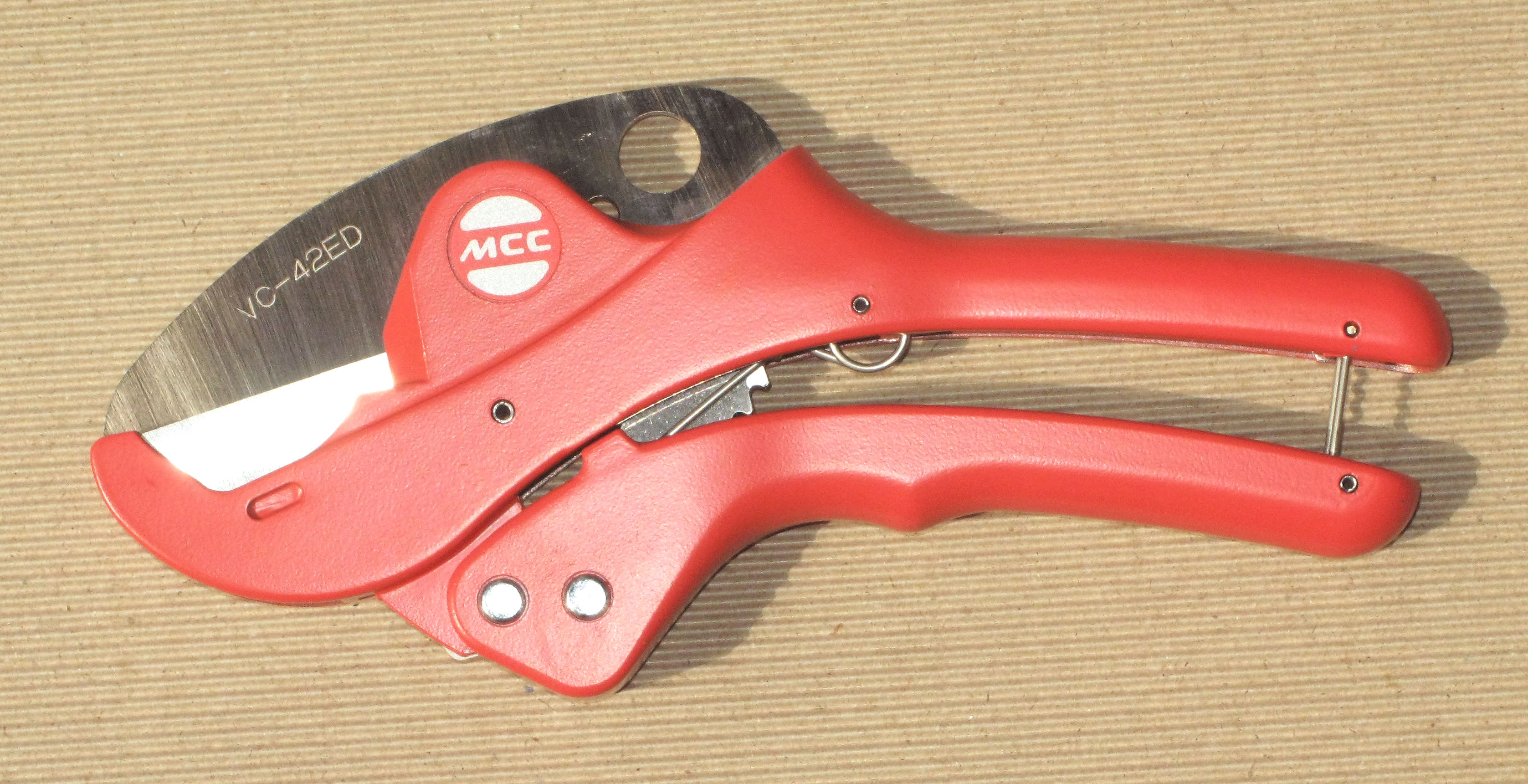
止め爪付きギヤ式エンビカッタ閉じた状態

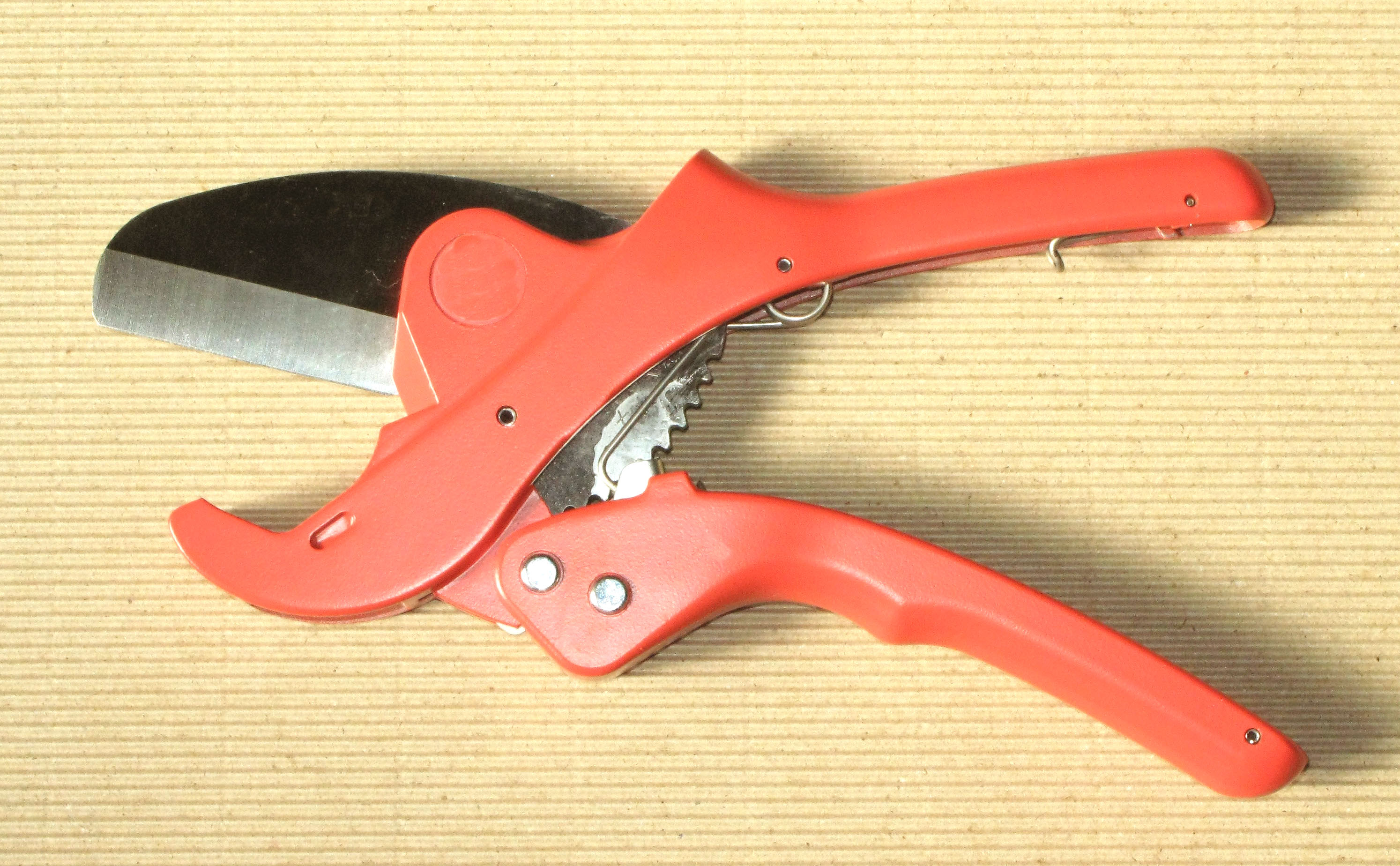
止め爪付きギヤ式エンビカッタ開いた状態

リンク機構式
MCC（松阪鉄工所）が開発時に採用した方式で、刃を複数のノッチが付いたラチェットレバーがハンドルを開閉するごとに順次噛み込み、刃が取付けボルトを支点として回転して塩ビ管に切り込んでいく方式である。刃を開く場合は、左右ハンドルを両手で持って開ける。
ギヤ機構式
メリー（室本鉄工）・VICTOR（花園工具）が採用した方式で、刃にギヤ形状のノッチが複数個連続して付いており、送り爪がハンドルを開閉するごとに刃が取付けボルトを支点として回転して塩ビ管に切り込んでいく方式である。刃を開く場合は、左右ハンドルを両手で持って開ける。
MCC（松阪鉄工所）に対して、商品化に遅れをとったメリーは、切断容量をVE管迄拡大して⌀42とし付属のアタッチメントをパイプ受け部に付けることにより電気工事で使用する樹脂製プロテクタやモールを切断することができる特色をつけてきた（当初のMCC製エンビカッタは、VP管呼び20用とVP管呼び30の外形⌀38mm用であった）。また、VICTOR（花園工具）は、刃の早送りができるリンク機構を開発し、特色として商品化を行った。
止め爪付きギヤ式
上記の「ギヤ式」に刃を送り爪が送った位置で刃が機械的に保持されるように「止め爪」を取付けたタイプ。刃を機械的に切断位置で保持できるため、塩ビ管よりも切断時に変形しやすい軟質のポリブテン管やポリエチレン管・架橋ポリエチレン管の切断には優位である。また、このタイプは、刃をワンタッチでばねにより自動でオープンする機構も同時に採用されている商品が多い。

### 刃形状
刃先形状と切断品質に関係する要因
エンビカッタの刃物は、2段クサビ形状となっている。刃先端部の「クサビの角度」は各メーカ約30度になっている。これは、切断対象材に対して刃の欠けがなくまたへたりのない強度を確保した角度として設定されている。2段クサビ形状は、1段目の刃先が対象材を切り込み、同時に2段目のクサビで対象材であるパイプを押し広げて切断荷重を小さくする効果がある。1段目と2段目のクサビの角度および寸法の設定が、パイプの割れや切断荷重（使用時のハンドルに加える力）に大きく影響を与える。刃先端部の角度が約30度より大きくなるとパイプの低温時での割れの確率は小さくなることが実験より判明しているが、切断荷重は当然大きくなる。
切断荷重に影響する要因として、「刃面粗さ」もある。鏡面のように滑らかな刃面であると切断荷重は大きくなる。逆に研磨なしの荒々しさであっても荷重は大きくなる。つまり、切断荷重を最小限にする適切な表面粗さが存在するということであり、各メーカはそれぞれが研究をして商品に取り入れている。
「刃の材質」は、SK材が主体でSUS材を使用しているメーカはまれである。SK材の刃は、何らかの操作上のトラブルがあると欠けやすい、SUS材（ステンレス鋼）は、刃先が曲がってしまうという特徴がある。
エンビカッタがラチェット機構を採用しているのは、工具の小型化と操作荷重を小さくすることだけではない。主体となっている被切断材料の塩化ビニル管は、割れやすいパイプである（特に低温時に）。単式レバー方式の切断工具でいっきにクサビ切断を行うと刃物の動くスピードが早くて割れてしまうからである。そのためにも手の操作速度に対して刃物の動きを遅くする効果があるレバー比の大きいラチェット機構を採用している。
また、切断完了前の時にパイプが欠けてしまうことがある。設計時には最終の切断面積をどれくらいとするかも重要なパイプ割れ（欠け）対策であり、これを考慮してラチェット最終段は決定されている。
現在の商品には、エンビカッタの刃輪郭形状は、「直線刃」と「アール刃」の2種類があるが、圧倒的に直線刃が多い。最初にアール刃を採用したのは北陽産業(株)のみであったが、2002年に倒産している。北陽産業(株)のエンビカッタに関する実用登録権を未来工業(株)が取得し、現在（2011年）、水戸工機 (MITOLOY)で製造、MITOROY・未来工業(株)・マルト長谷川工作所 (KEIBA)の3社で同一品を販売している。

### 引き切りの効果について
包丁で柔らかい物を切る場合、刃物を引いて切る。例えば、料理で「さしみ」を切る場合等は手前に刃物を引いて切っている。エンビカッタにおいてもパイプという変形しやすい中空材を切断するのに、この「引き切り」を切断品質に与える主要因であるかどうかの実験的・理論的検証はまだ確定されていない。直線刃で引き切りを設計的に重要とするメーカは、刃取り付けボルトから刃先までの寸法を大きくしている。

## 切断対象材と商品の呼び・動向について
切断対象は、水道用硬質ポリ塩化ビニル管 (VP) ・水道用耐衝撃性硬質ポリ塩化ビニル管 (HIVP) ・硬質塩化ビニル電線管 (VE) ・耐衝撃性硬質塩化ビニル電線管 (HIVE) ・水道用架橋ポリエチレン管 (PE) ・水道用ポリエチレン管 (PE) ・水道用ポリエチレン二層管 (PE) ・ガス用ポリエチレン管 (PE) ・一般用ポリエチレン管 (PE) となっている。各社ともに切断可能外径42mmサイズのカッタは、電気工事のVEおよびHIVEの切断が必要なユーザ向けで、また付属のアタッチメントを装着しワイヤープロテクタ・ケーブル用モール（電気工事材料）の切断が可能である。
主だったメーカの商品サイズは、切断可能外径で⌀26・⌀27・⌀34・⌀38・⌀42・⌀60・⌀63mmとなっているが海外のパイプ規格を取り入れたメーカもあり、国内用で考えると〔⌀26=⌀27〕・⌀34・⌀38・⌀42・〔⌀60=⌀63mm〕の5サイズがある。〔⌀60=⌀63mm〕のサイズは、片手で操作可能タイプと両手持ち式の2方式商品があり、全長の違いとラチェット操作回数の違いで使用方法の目的により選択すればよい。
⌀34は、VP (HIVP) で切断可能最大管の呼び25、⌀38は、切断可能最大管の呼び30となっている以外は、各社商品の呼び方は異なるが、同一切断対象材（管）容量である。
エンビカッタも開発されてから30年以上が経ち、新規参入メーカも今（2009年）では多く、モデルチェンジと切断容量によるサイズの細分化が近年（2002年ごろより）盛んである。

## 主なメーカー
- 国内
  - 松阪鉄工所 (MCC)、室本鉄工 (MERRY)、花園工具 (VICTOR)、スーパーツール (SUPERTOOL)、東邦工機 (HIT)、フジ矢 (FUJIYA)、ロブテックス (LOBSTER)、アックスブレーン (AX BRAIN)、トップ工業 (TOP)、水戸工機 (MITOLOY)、マルト長谷川工作所 (KEIBA)